# 耶拿號戰艦
耶拿號戰艦（法語：Iéna）是法國海軍所建造的前無畏艦。本艦艦名來自19世紀初期的耶拿-奧爾斯塔特會戰，其配備4門305公釐口徑1893/96年型主砲在2座雙聯裝砲塔內，水線裝甲帶厚度在224—320（8.8—12.6英寸）之間，排水量落在11,688公噸（11,503長噸），最大航速可達18節（33每小時；21英里每小時）。法國海軍於1898年1月15日開始建造耶拿號，並於1898年9月1日首次下水，最後在1902年4月14日正式服役，整體佈局自前一型查理曼級戰艦改進而來，並更新了副砲與裝甲的設計；然而前一型的船舷內傾結構也被保留下來，導致航行時的穩定性不佳。
耶拿號正式服役後，法國海軍將本艦分派至法國地中海艦隊，接著在地中海間往來於法國本土及其殖民地港口。1907年3月4日，耶拿號返回法國土倫，並移入旱塢進行維護作業。然而在8天後的下午，艦上發生一系列的大爆炸，將艦體整個摧毀，事後判定起因可能由B火藥引起。雖然工作人員估計艦體仍可修復，但因修復時間與成本耗費過大，最後法國海軍決定直接將本艦退役，並將其當作靶艦使用。本艦最後在1909年12月2日傾覆，並於1912年後打撈拆解。

## 設計
法國海軍部長阿曼德·貝斯納德於
1897年2月11日在海軍最高委員會（Conseil supérieur de la marine）諮詢會議上提出查理曼級次型戰艦設計方案需求表，他要求新戰艦需比前一型還要大，但最大排水量不可超過12,000公噸（11,810長噸）；在遭到多重打擊或進水時，其裝甲佈局仍可維持船體穩定性及浮力；武器配備性能需與外國戰艦相當，最高航速須至少18節（33每小時；21英里每小時），並且須確保最小巡航半徑能達到4,500海里（8,300；5,200英里）。
不過法國海軍建造局（法語：Conseil des travaux）總監朱爾斯·蒂博迪爾（Jules Thibaudier）在這起提案兩個月前便已有次型戰艦初步哈維裝甲設計修改案，蒂博迪爾在修改案中將水線裝甲帶於吃水線以上的位置加高，另外原本裝設在查理曼級上的138.6公釐口徑1893年型火砲被164.7（6.5英寸）口徑火炮取代。初次修改版的設計方案於1897年2月9日提交給相關部門，接著法國海軍建造局進行小幅度修改，於1897年3月4日批准該方案。整體而言，新型戰艦改進原查理曼級的副砲及裝甲厚度，並微調整體布局，但耐海性在下水海試後仍不令人滿意。與前一型相比，耶拿號戰艦的排水量增加了700公噸（690長噸），並保留前一型的船舷內傾結構，而這對於船舶穩定性造成一定的影響。

### 整體特徵
耶拿號艦體全長122.31（401英尺3英寸），舰宽20.81（68英尺3英寸）；滿載時船艏吃水深度為7.45（24英尺5英寸），船艉則是8.45（27.7英尺）。其正常排水量為11,688公噸（11,503長噸），滿載時則提升至12,105公噸（11,910長噸）。相較於前一型查理曼級戰艦，本艦排水量略高於700公噸（690長噸）。在旗艦狀態下，耶拿號可容納48名軍官及731名船員，但在一般狀態下時則可容納33名軍官及和668名船員。
本艦底部設有大型舭龍骨，但根據海軍歷史學家坎貝爾（N.J.M. Campbell）的報告卻指出艦底裝設的是近似於舭龍骨的捲狀物，在海上航行時不能如預期地穩定船體，反而很容易產生搖晃並顛頗得非常厲害。然而坎貝爾的報告與艦長奧古斯特·約瑟夫·馬利·喬治·布克桑（Auguste Joseph Marie Georges Bouxin）在1905年11月的航海日誌相衝突，當時艦長在日誌上稱讚耶拿號是一艘出色的船，在海上航行時整體穩定性良好，搖晃與顛頗的狀況也相對平穩。另外根據海軍歷史學家約翰·喬丹（John Jordan）和菲利普·凯勒斯（Philippe Caresse）的出版刊物中提及，耶拿號修長的船體，可減緩海上搖晃程度，加上良好的機動性，他們認為本艦是一艘不錯的海上砲台。

### 推進系統
耶拿號的推進系統由3組垂直型四缸三脹式蒸汽機組成，這3組機組由地中海冶金和造船廠製造，每一組蒸汽機各驅動一船軸。每根軸驅動一個三葉螺旋槳，中心軸驅動的螺旋槳直徑為4.4（14英尺5英寸），側邊2個船軸驅動的螺旋槳直徑為4.5（14英尺9英寸）。推進系統的動力由20台貝爾維爾（Belleville）式水管鍋爐提供，這些鍋爐的工作壓力環境在18千克每平方（1,765千帕斯卡；256磅力每平方英寸）。整體推進系統的額定功率為16,500匹指示馬力（12,300千瓦特），在1901年7月16日的海試時曾達到16,590匹指示馬力（12,370千瓦特），並在航速上達到18.11節（33.54每小時；20.84英里每小時）。本艦出航時最多可攜帶1,165公噸（1,147長噸）燃煤，確保在10.3節（19.1每小時；11.9英里每小時）航速下，巡航半徑可達到4,400海里（8,100；5,100英里）。艦上設有2台600安培與2台1200安培直流發電機，為本艦供給80伏特電力。

### 武器配備
在主砲配置上，耶拿號戰艦與前一型查理曼級戰艦極為相似；4門40倍徑305（12英寸）口徑1893/96年型主砲在2座雙聯裝主砲塔內，2座主砲塔則分別配置在船艏與船艉兩側的上層建築上方。305（12英寸）口徑主砲塔個配有一台專門使用的300安培發電機，提供彈藥升降機及炮塔旋轉時的電力；不過本艦的主砲僅能用手動方式調整仰角，其仰角間距在-5度至+15度，並且僅能在-5度的狀態下裝載彈藥。在最大仰角為+15度時，射擊半徑可達到12,000（13,000碼）。射速上以每分鐘1發的速度，將340（750英磅）重的穿甲彈以815每秒（2,670英尺每秒）槍口初速向外射擊。艦上彈藥艙為每門主砲各儲備45發砲彈，另外在各個砲塔內還備有額外14發砲彈，足以支撐3小時戰鬥。
本艦的次要武器包括8門164.7（6英寸）45倍徑1893年型火砲，所有火砲皆配置在上層甲板的炮廓內。該火砲使用的穿甲彈口徑為164.7（6.48英寸），重54.2（119英磅），在最大仰角+15度且槍口初速800每秒（2,600英尺每秒）下，可拋射至9,000（9,800碼）遠的目標。艦上為每門砲各儲備200發砲彈，供所有164.7（6英寸）口徑火砲在每分鐘2至3發的裝填速度下，可持續作戰80分鐘以上。在防護甲板上方，另有8門100（3.9英寸）45倍徑1893年型火砲，這些火砲僅以炮盾保護之。100（3.9英寸）口徑火砲使用的砲彈重量為14（31英磅），當在最大仰角+20度時，可將砲彈以740每秒（2,400英尺每秒）的槍口初速拋射至9,500（10,400碼）遠的目標。其裝填速度在理論上可達到每分鐘6輪，但在實際上僅能達到每分鐘3輪。艦上為每門100（3.9英寸）口徑火砲儲存約240發砲彈，確保所有火砲可持續作戰3小時以上。
為了加強反魚雷艇能力，艦上安裝12門47（1.9英寸）40倍徑哈其開斯1885年型火砲，所有火炮配置在船體砲墎處、軍用桅杆、船艛建築等平臺上。47（1.9英寸）口徑火砲可將1.49（3.3英磅）重的砲彈，以610每秒（2,000英尺每秒）槍口初速拋射至4,000（4,400碼）遠的目標；其裝填速度在理論上為每分鐘15輪，但實際上僅每分鐘7輪。出航作戰時，艦上可攜帶15000發砲彈供47（1.9英寸）口徑火砲使用。然而47（1.9英寸）口徑火砲仍有缺陷，海軍少將勒內·馬奎斯（René Marquis）曾在1903年的報告中批評該火炮裝彈機速度不足，而且能使用的彈藥庫存也不足夠；在沒有配備夜戰專屬的射控系統下，其能力比其它大口徑和中口徑的火炮還差，但在夜間戰鬥時又僅能仰仗47（1.9英寸）口徑火砲，因此在報告後面又向上司呼籲需正視這個缺陷並盡快改進之。本艦另裝設4組450（18英寸）口徑魚雷管，其中2組在船體水面下，另外2組則位於水線以上；在水線以下的魚雷管與船軸線夾60度角，而水線以上的魚雷管可左右旋轉80度。艦上共有12枚1889年型魚雷可使用，其中4枚為訓練彈。

### 裝甲
耶拿號艦體擁有完整的水面裝甲帶，材料以哈維裝甲為主，其高度為2.4（7英尺10英寸），船舯最大厚度為320（12.6英寸），接近船首的部位厚度減至272（10.7英寸），從船舯84（275英尺7英寸）處至船艉230（9.1英寸）處的裝甲厚度則減至224 mm（8.8英寸）。裝甲帶下緣厚度平均為120（4.7英寸），並連接船艉處100（3.9英寸）厚的裝甲板；上部裝甲帶由2條船側板組成，下側的厚度為120（393英尺8英寸），上側的厚度為80（262英尺6英寸），2條船側板在船舯高度為2（6英尺7英寸）。下側裝甲板後方設有高度細分的堰艙當後盾，堰艙還填充14,858個由乾大葉藻製作的防水磚，用以降低作戰時因砲彈穿透而造成的進水風險。裝甲甲板最大厚度為65（2.6英寸），以中碳鋼板組成，並由2片9（0.35英寸）的鋼板覆蓋之；裝甲甲板下方的防彈甲板則是由2層17（0.67英寸）厚的裝甲板組成，前裝甲橫艙與後裝甲橫艙的側壁厚度則為90（3.5英寸）。
保護主砲塔的哈維裝甲最大厚度為290 mm（11.4英寸），頂部中碳鋼裝甲厚50（2.0英寸），炮座區域則以250（9.8英寸）厚的哈維裝甲保護，砲塔側面及後方則以90（3.5英寸）厚的裝甲保護。前橫向水密艙壁的厚度介於55—150（2.2—5.9英寸）之間，位於中軸線上砲座的橫向艙壁區域裝甲厚度較厚，用以保護之，並且延伸至裝甲甲板，艙壁厚度也隨之遞減。164公釐口徑火砲所在的炮廓區域裝甲厚度為90（3.5英寸），並以70-（2.8-英寸）砲盾保護之，其彈藥井以200（7.9英寸）厚的裝甲保護。司令塔正面及後方的裝甲厚度介於258至298（10.2至11.7英寸）之間，其側面裝甲厚250（9.8英寸）。頂部由兩層裝甲保護，每層厚度為25（0.98英寸），通信管則由200（7.9英寸）的裝甲保護。

## 服役歷程

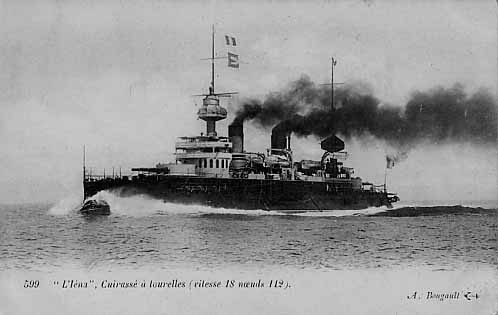
一張印有在公海航行的耶拿號戰艦明信片。

### 服役初期
法國海軍於1897年4月3日向布雷斯特兵工廠下訂耶拿號戰艦，並以19世紀初的耶拿會戰命名之。本艦於1898年1月15日在布雷斯特兵工廠鋪設龍骨，1898年9月1日時首次下水，但直到1902年4月14日才正式服役，整個建造工程共耗費2558萬法郎。耶拿號在正式服役後，立刻被調往土倫。在前往土倫的5天航行中，本艦的船舵發生一系列地問題，另外還發生一名船員落海喪生；在抵達目的地後，工作人員立刻對此問題進行維修，整個維修工程自1902年5月14日起至5月31日為止。1902年5月1日，海軍准將勒內·馬奎斯（René Marquis）擔任本艦艦長，法國海軍同時將本艦指派至法國地中海艦隊第2總隊。維修結束後的耶拿號便開始在法國本土及法屬北非多個港口之間執行巡航任務，而這也是本艦接下來在服役生涯中一直重複執行的任務。在1903年1月這段期間內，耶拿號經歷一次大修，接著於同年6月前往西班牙卡塔赫納，接受西班牙國王阿方索十三世登艦視察。耶拿號在1903年8月20日至9月10日期間再次經歷改裝，改裝完後即於同年10月與地中海分艦隊一同前去訪問巴利阿里群島；在回航途中，2名船員因在大浪中進行手動操舵裝置訓練，不幸落海喪生。1903年11月3日，馬奎斯的艦長職務被海軍准將萊昂·巴爾諾取代，隨後於1903年11月19日至12月17日期間，巴爾諾帶領耶拿號前往普羅旺斯沿岸海域進行訓練。
1904年4月至5月期間，時任法國總統埃米勒·盧貝前往拿坡里與義大利國王维托里奥·埃马努埃莱三世進行國事訪問，而耶拿號也在當地參與一場海上閱兵典禮。耶拿號接下來隨地中海艦隊前往黎凡特一帶執行巡航任務，途經貝魯特、蘇達灣、士麥那、米蒂利尼、薩洛尼卡、比雷埃夫斯等地。1905年4月15日至25日期間，耶拿號進行一次改裝作業，接著同地中海分艦隊進行夏季巡航任務；在這段期間內，艦隊於5月10日至6月24日期間訪問法國本土及法屬北非等多個港口。1905年7月3日至8月1日期間，耶拿號參與年度機動演習。1905年11月16日，海軍准將亨利-路易·芒斯隆取代巴爾諾接替艦長一職。1906年4月12日至17日期間，維蘇威火山突然爆發，法國海軍事後派遣耶拿號等艦前往拿坡里提供援助。自1906年7月3日開始，耶拿號隨地中海分艦隊與北方分艦隊一同參與聯合機動演習，整場演習於1906年8月4日結束。演習結束後，耶拿號開始進行數個月的改裝工程，不過在這期間仍參與1906年9月16日在馬賽進行的國際海軍閱兵典禮，出席的還包括英國、西班牙、義大利海軍等數艘軍艦。在耶拿號準備離開土倫時，不慎與第96號魚雷艇相撞，造成該艦沉沒。

### 爆炸損毀

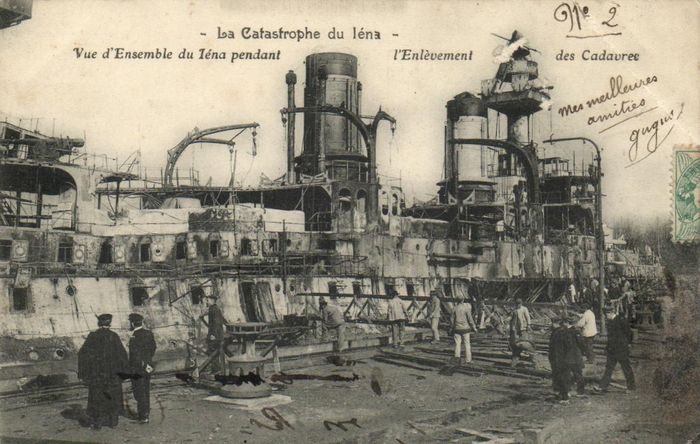
一張印有耶拿號爆炸後的明信片，船舯部分因爆炸而有燒毀的痕跡。

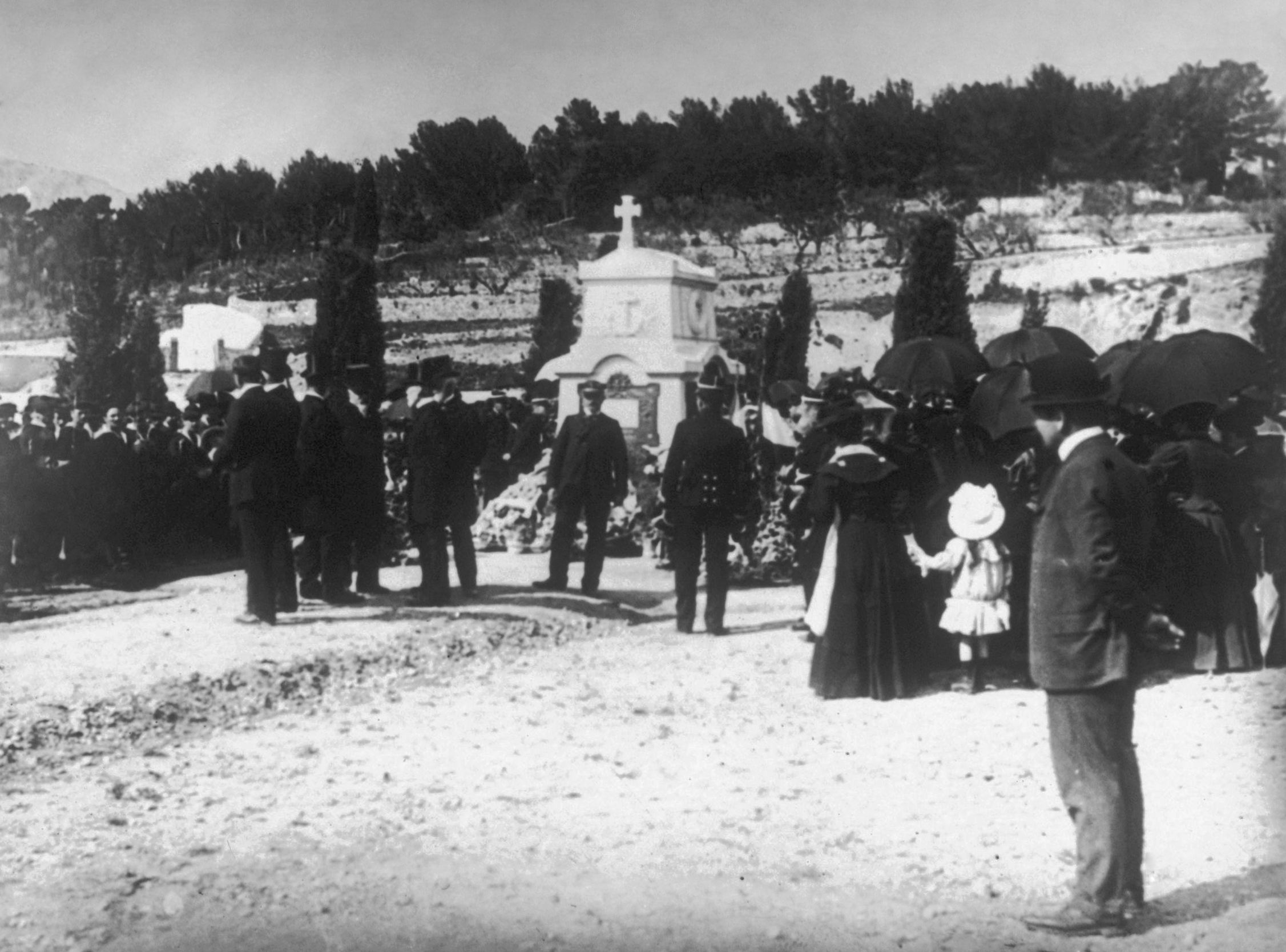
1908年爆炸罹難者紀念碑落成儀式。

耶拿號戰艦在1907年3月4日時移至土倫米西西內港（Missiessy Basin）的2號旱塢，準備進行船體維護，以及檢修舵軸等作業。在移至旱塢8天後的下午，本艦突然發生一連串大爆炸。整個爆炸時間從下午1點35分開始，一直持續至2點45分左右，爆炸起始點位於艦艉的第5號100（3.9英寸）口徑火砲的彈藥艙，艦體及周圍區域皆被炸毀，周圍三間工廠的屋頂也被掀開，而後煙囪到後主砲塔的艦體區域都幾乎完全毀壞。由於耶拿號在爆炸時正在旱塢內，無法於第一時間將海水灌入彈藥艙。停靠於隔壁旱塢的祖國號戰艦在發生事故後，該艦的艦長試圖利用副砲破壞塢門，讓海水能灌進船塢來滅火，但砲彈沒有擊穿塢門而是被反彈回來。最後塢門是由海軍上尉維克托·讓·安東尼·魯林（Victor Jean Antoine Roux）冒死打開，海水才得以灌進船塢內，但他本人最後被飛濺的爆炸碎片擊中而殉職，耶拿號也因受多次爆炸而完全毀壞。位於1號旱塢的蘇弗朗號戰艦也受到這次爆炸波及，艦體差點傾覆。
法國總統阿尔芒·法利埃與部長會議主席兼內政部長乔治·克列孟梭於1907年3月17日出席罹難者公祭典禮，同時宣布全國哀悼一日，並在拉古布蘭（Lagoubran）墓園建造一座紀念碑。法國參議院與眾議院均要求組織委員會來調查爆炸原因，接著參議院於1907年3月20日任命歐內斯特·莫尼斯為委員會主席，眾議院隨後8天也推出亨利·米歇爾（Henri Michel）擔任主席。
調查結果指出，第一起爆炸的源頭為艦艉的100（3.9英寸）口徑火砲彈藥艙，爆炸起因可能是由B火藥引起的，這類型火藥是法國軍事上常使用的砲彈裝藥，是以硝化纖維、乙醚、戊醇類等化學物質組成，其特性非常不穩定，長期存放容易釋放出戊醇類物質，而戊醇類物質又與氮混合產生硝酸鹽化合物，導致遇到高溫或劇烈震動時容易自燃。據估計，當時艦上彈藥艙庫存約有百分之80為B火藥。整起事故造成120人喪生，其中包括在郊區拉斯水道橋遭到碎片波及的2名平民。據當時目擊者聲稱，當日在燃燒時曾見到天空中散發著出黃色的煙，而這也與B火藥的燃燒特性吻合；為了驗證這一理論，海軍總司令加斯頓·湯姆森下令在1907年3月31日建造與艦上一模一樣的彈藥艙與黑火藥彈藥艙，試圖還原當時爆炸情況，但在1907年8月6日至7日進行測試後卻沒有得到任何結果，而測試人員也僅把失敗的原因歸咎於測試使用推進劑的年限與原先囤放在耶拿號的年限不同。法國總統阿尔芒·法利埃於1907年8月6日組織一技術委員會，試圖調查爆炸原因，其成員包括數學與物理學家儒勒·昂利·庞加莱、化學家阿爾賓·霍爾、以及B火藥的發明者保羅·瑪麗·歐仁·維埃勒等人，但最後仍未能得出明確的結論。海軍管理推進劑的部門（Service des Poudres et Saltpêtres）則是對其產品的批評做出反駁，該部門聲稱產品已經經過持續12個小時耐43 °C（110 °F）溫度測試，不過該部門卻從未解釋該測試與實際上各艦隊儲藏狀況的相關性；B火藥畢竟在當時是法國海軍主要使用的火藥，各艦幾乎都會存放之，但若要長期存放僅能放置在自然通風良好的彈藥艙內。歐內斯特·莫尼斯所領導的委員會於1907年7月9日發布調查報告，將爆炸起因歸咎於B火藥，但這項結論卻在1907年11月21日至26日間進行辯論。亨利·米歇爾所領導的委員會則在1908年11月7日才公布調查報告，但針對內容的辯論卻已經在1908年10月16日至19日進行過，並僅以「模糊及不精確的模型」為總結。最終整起爆炸事故在法國社會上引起一陣激烈的爭辯，政府部門被控為重大過失，須負起最大責任，引發一場名為「火藥醜聞」（法語：l'affaire des poudres）的醜聞案，導致海軍總司令湯姆森在辯論最後一天被迫引咎辭職。
B火藥的危險性在這起事故後仍沒有被法國人警覺，而這也間接導致自由号战列舰於1911年殉爆損毀。海軍委員會主席保羅·班勒衛在自由號發生爆炸事故後，招集一群人組成調查委員會。調查會委員之一的安東·施韋勒在檢閱後，於1912年撰寫《海軍火药報告》（英語：Report on Naval Powders），這才使法國人決定改進B火藥的成分。

### 廢棄
耶拿號的艦體在事故中因多起爆炸嚴重損毀，主桅與後煙囪之間的上層建築皆毀壞，而主桅周圍的上層建築甚至整個坍塌。編號第74號至第84號船肋骨之間的船側並向下延伸至裝甲帶下緣區域皆被爆炸波掀開，而該區域內所有的機械都被摧毀。據估計，要完整修復耶拿號需花費7百萬法郎，並且需耗時2年修復期；鑒於費用過大，加上修復期過長，法國海軍最後決定將本艦退役，並轉為靶艦使用。本艦於1908年3月18日從海軍名錄上移除，原船員於1908年7月3日重新分配。艦上除了305（12英寸）口徑主砲外，所有武裝皆被移除，其餘能用的設備在1908年後皆全拆卸，而法國海軍也花費700,000法郎，讓艦體至少能在海上拖行，隨後將本艦拖至波克羅勒島駐錨。自1909年8月9日起，法國海軍準備利用本艦測試以麥寧炸藥為火藥的穿甲彈性能，測試人員將孔代號裝甲巡洋艦調遣來擔任射擊艦，由該艦停泊於6,000（6,600碼）處發射164.7（6.48英寸）與194（7.6英寸）口徑穿甲彈。每次射擊後，測試人員都會對結果拍照留存，並評估砲彈爆炸後對木製假人及活體動物的影響。在經過無數次的測試後，耶拿號的艦體幾乎要沉沒了；工作人員於是在1908年12月2日試圖將其移至更深的海域，但在拖行時艦體因不堪負荷而傾覆。法國海軍最後於1912年12月21日以33,005法郎將耶拿號的打撈權出售，並在1912年至1927年間打撈拆解；另有一家公司於1957年簽訂清除沉船殘骸合同。